# Comuna Horbivți, Litîn
Horbivți (în ucraineană Горбівці) este o comună în raionul Litîn, regiunea Vinnița, Ucraina, formată din satele Antonivka, Horbivți (reședința), Sokolivka și Vinnîkivți.

## Demografie
Componența lingvistică a satului Horbivți
     Ucraineană (98,22%)
     Rusă (1,44%)
     Alte limbi (0,33%)
Conform recensământului din 2001, majoritatea populației satului Horbivți era vorbitoare de ucraineană (98,22%), existând în minoritate și vorbitori de rusă (1,44%).